# タイムリーオフィス
タイムリーオフィスは、日本の芸能事務所。俳優、アナウンサー、タレント、声優、ナレーター等のマネージメントを行う。1997年（平成9年）11月21日設立。

## 所属タレント
※以下のジャンル分けは形式的な物であり、実際の仕事はこれにとらわれていない。

### 男性（アナウンス部）
- 蒲田健
- 小堺翔太（小堺一機の長男）
- 阿部アキノリ
- 打田マサシ（兼　声優／妖怪ナビゲーター「ぬらりひょん打田」）
- 鹿島誠司（元中学校　社会科教師）
- 片野晴道
- 小磯一斉
- 林宙紀（元TOKYO MX契約キャスター）
- 福田英次
- HONA
- 村本秀岳

### 女性 （アナウンス部）
- 相月ともみ
- 秋月 麻希
- 雨宮京子
- 伊藤いずみ
- 伊東かおり
- 井上真由美
- 上原美穂
- 大森華子
- 小川昂子
- 小川優
- 小川淑乃
- 奥山エリ
- 小田尚子
- 可愛久美子
- 金沢華子
- 河合貴子
- かわすみきみの
- 木内優花
- 岸和枝
- 北村美代子
- 久保沙里菜
- 近藤恵里子
- 権藤陽子
- 島田晶子
- 清水香織
- 清水優子
- 下田有美
- 鈴木沙弥香
- 鈴木友梨
- 田所なお美
- 田中梓
- 田中名花子
- 田中菜美
- 田中巴里
- 堤満莉子
- 長尾美幸（兼　気象予報士）
- 長澤ゆき（兼　歯科衛生士／グリーンセイバー）
- 中根高子
- 中部和美
- 中村朋絵
- 西谷祐紀子
- 長谷川波香
- 花岡けい子
- 藤波ゆり子
- 前田環
- 松岡智美
- 松野彩瑛子
- まるものぞみ
- 三島せつこ
- 矢追真寿美
- 山崎彩
- 結城未来（兼　灯りナビゲーター）
- 横田まさみ
- 吉田真奈美
- 吉野紅佳 （兼　イタリア語通訳／美女評論家）
- 脇あい
- 渡辺美紀（兼　会話講師）

### 男性（俳優部）
- 石渡真修
- 松村穣
- 内藤大輔
- 畠山真弥
- 酒田速人
- 佐野たかし
- 坪内悟（兼　放送作家／ラジオディレクター）
- 日栄洋祐
- 沖考二
- 渡辺郁也
- 藤村一成
- 畠山U輔
- 斎藤雅樹
- 荘司真人
- 古谷大和
- 小川恭平
- 和久井大城
- 宮城紘大
- 織田俊輝
- 廣野凌大
- 川瀬省吾

### 女性 （俳優部）
- 山崎勢津子
- 三原久枝
- 上原恵子
- 松岡まり子
- 藤井映子
- せらよしえ
- 島田園子
- 三島せつ子
- 田中伊吹
- みやざとまどか
- 小代恵子
- 石橋あゆみ
- 萩尾直子
- 坂巻佑
- 平原夕馨
- 矢追真寿美
- 鶴まき
- 桑原なお
- 串田えみ
- 岡谷瞳
- 比嘉ニッコ
- 鈴木友梨
- 田中梓
- 絵理子
- 原田あやめ
- 琉河天
- 西尾向日葵
- 栗林かすみ
- 竹村緋麻里

### ミュージシャン
- 川久保秀一（元 TWO of US）
- 竹村哲（SNAIL RAMP／元キックボクシングNKBチャンピオン）
- 小野寺健

### 業務提携
- 修平
- 吉田慎之介

## 過去に所属していた主なタレント
- 早瀬俊行
- 井上あかね
- 水田芙美子
- 三好鉄生

## 企画公演
- RO-DOKU音戯草子in ホワイトチャペル
- RO-DOKU音戯草子99のなみだ〜涙が心を癒す朗読会
- Drama Collection（舞台公演）
- Voice Collection（朗読公演）
- タイムリー六本木TV（Ustream配信）
- StoryBox（所属タレントによる自主朗読公演）
- たいむりぃっすん!（所属タレントによる自主ポッドキャスト配信）